# Дуван-Мечетлинский сельсовет
Дуван-Мечетлинский сельсовет — муниципальное образование в Мечетлинском районе Башкортостана.
Административный центр — село Дуван-Мечетлино.

## История
Согласно Закону о границах, статусе и административных центрах муниципальных образований в Республике Башкортостан имеет статус сельского поселения.

## Население
| 2002  | 2009  | 2010  | 2012  | 2013  | 2014  | 2015  |
| ----- | ----- | ----- | ----- | ----- | ----- | ----- |
| 1740  | ↗1820 | ↘1630 | ↘1584 | ↘1537 | ↘1509 | ↘1455 |
| 2016  | 2017  | 2018  |       |       |       |       |
| ↘1430 | →1430 | ↘1410 |       |       |       |       |

## Состав сельского поселения
| № | Населённый пункт | Тип населённого пункта       | Население |
| - | ---------------- | ---------------------------- | --------- |
| 1 | Дуван-Мечетлино  | село, административный центр | ↗681      |
| 2 | Нижнее Тукбаево  | деревня                      | ↘227      |
| 3 | Еланыш           | деревня                      | ↘195      |
| 4 | Буранчино        | деревня                      | ↘191      |
| 5 | Каранаево        | деревня                      | ↘170      |
| 6 | Гумерово         | деревня                      | ↘166      |

## Известные уроженцы
- Аллаяров, Ричард Хайруллович (5 мая 1927 — 5 ноября 1988) — нефтяник, буровой мастер, Почётный нефтяник СССР (1959), Герой Социалистического Труда (1959)[13][14].
- Вагапов, Сабир Ахмедьянович (10 мая 1904 — 13 августа 1993) — советский партийный и государственный деятель, первый секретарь Башкирского обкома КПСС (1946—1953)[15].
- Калимуллин, Барый Гибатович (10 апреля 1907 — 21 июля 1989) — советский архитектор, педагог, общественный деятель[16][17].
- Ринат Камал (род. 28 июня 1954) — башкирский писатель, член Союза писателей РБ, заслуженный работник культуры Республики Башкортостан, лауреат Государственной премии имени Салавата Юлаева (2010)[18][19].